# کیش‌کوره
کیش‌کوره (به مجاری:  Kisköre) یک منطقهٔ مسکونی در مجارستان است که در ناحیه هِوِش واقع شده‌است. کیش‌کوره ۶۸٫۴۲ کیلومتر مربع مساحت و ۲٬۹۱۱ نفر جمعیت دارد.

## خواهرخوانده
شهر Namysłów خواهرخواندهٔ کیش‌کوره هست.